# Schlacht bei Amstetten
Kap Finisterre – Wertingen – Günzburg – Haslach-Jungingen – Elchingen – Ulm – Trafalgar – Caldiero – Mehrbach – Lambach – Bodenbühl – Steyr – Amstetten – Mariazell – St. Pölten – Kap Ortegal – Dürnstein – Schöngrabern – Wischau (Vyškov) – Austerlitz – San Domingo
Die Schlacht bei Amstetten (auch Scharmützel bei Amstetten) war ein Scharmützel des Dritten Koalitionskrieges der Napoleonischen Kriege, bei dem am 5. November 1805 die Nachhut der unter dem Befehl von General Kutusow stehenden, sich zurückziehenden Truppen der österreichisch-russischen Koalition von den französischen Truppen unter den Marschällen Joachim Murat und Jean Lannes bei Amstetten aufgerieben wurde.

## Vorgeschichte
Die Schlacht bei Amstetten fand unmittelbar nach der Kapitulation der österreichischen Truppen in Ulm statt, von wo der Grande Armée der Weg nach Wien offenstand. Die französischen und bayerischen Truppen folgten den sich zurückziehenden österreichischen Verbänden unter Kienmayer, die sich bei Braunau mit russischen Truppen vereinigt hatten, in den österreichischen Donauraum und lieferten sich mehrere Nachhutgefechte.

## Verlauf
Nachdem die französischen Truppen beim Überschreiten der Ennslinie in der Schlacht von Steyr bereits mehrere Russen gefangen nehmen konnten, stießen sie, von Oed kommend, zwischen Zeillern, Ludwigsdorf und Boxhofen, knapp drei Kilometer vor Amstetten, abermals auf russische Infanterie und Kavallerie, die der russische General Bagration hier auf den Anhöhen beiderseits der Reichsstraße nach Wien gegen die Franzosen positioniert hatte. Auch die russische Artillerie hatte Schussposition längs der Straße bezogen. Murat führte eine erste Kavallerieeskorte in zwei Schwadronen gegen drei österreichische Kavallerieregimenter, wurde aber zurückgeschlagen. Die Franzosen ließen auf der sogenannten Sturmhöhe zwei Kanonen auffahren und die Straße sowie den Waldesrand bei Oed unter Feuer nehmen. Dabei durchschlug eine Kanonenkugel die Mauer der Reitschberger Kapelle  in der KG Reitzberg und blieb in der gegenüber liegenden Wand stecken, wo sie heute noch zu sehen ist. Anschließend schlugen Grenadiere unter der Führung von Oudinot die russischen Truppen nach Amstetten zurück, während Murat mit den hinzueilenden Truppen von Lannes den Angriff fortsetzte. Die Schlacht endete in der Dämmerung mit dem Rückzug der österreichisch-russischen Truppen.

## Auswirkungen
Trotz der nicht unbedeutenden Verluste auf beiden Seiten gelang es der österreichisch-russischen Koalition, die rasch nachrückenden Truppen der Grande Armée kurzzeitig aufzuhalten und so den Rückzug fortzusetzen. Am 11. November 1805 kam es mit der Schlacht von Dürnstein zur nächsten Auseinandersetzung.